# Jan Jesper Tvede
 Der er for få eller ingen kildehenvisninger i denne artikel, hvilket er et problem. Du kan hjælpe ved at angive troværdige kilder til de påstande, som fremføres i artiklen.

Jan Jesper Bruhn Tvede (født 28. november 1920 på Frederiksberg, død 19. november 2000 sammesteds) var en dansk dokumentarfilminstruktør, som var ansat 30 år i DR.
Tvede var søn af malerinde Alice Mary Bruhn Tvede og arkitekt Jesper Tvede.